# Nulla ci può fermare
Nulla ci può fermare è un film del 1989 diretto da Antonello Grimaldi.

## Trama
"Nulla ci può fermare" è il nome dell'agenzia in cui lavorano Leo e Nico, due investigatori privati che svolgono il loro compito con passione ma con scarsi risultati. Leo è un donnaiolo incallito mentre Nico vive con la madre, ama cucinare e guardare i cartoni animati. Quando si presenta il caso di Maura, una donna che dice di essere perseguitata da uno sconosciuto, le indagini prendo subito una piega sconclusionata. A complicare le cose ci si mette Francesca, una ragazza altolocata di cui Leo si innamora etichettandola immediatamente come "la donna ideale". Leo inizia un corteggiamento insistente ma Francesca finisce per innamorarsi di Nico, mettendo a rischio l'amicizia dei due investigatori.

## Distribuzione
Presentato nell'ottobre 1989 agli Incontri Internazionali del Cinema di Sorrento, il film è stato distribuito nelle sale italiane solo a partire dal 19 giugno 1992.

## Critica
Il 23 giugno 1992, Leonardo Autera ha scritto sul Corriere della Sera: «Antonello Grimaldi ha fatto il film con mezzi limitati, un po' per gioco e un po' per farsi le ossa. Una certa destrezza la dimostra, gli interpreti fanno del loro meglio e ci si può anche divertire».
Il giorno dopo su Il Tempo, Gian Luigi Rondi lo ha definito «un'opera prima italiana da guardare con simpatia. Amore e amicizia, fra lo scherzo e la commedia, in un quotidiano di cronaca messo spesso in risalto con il gusto del nonsense».